# Sonique
Sonia Clarke (født 21. juni 1965 i London) er bedst kendt under kunstnernavnet Sonique. Sonique er en britisk sangerinde og DJ kendt for sin karriere indenfor dancemusik. I 2001 vandt hun en BRIT Award for British female solo artist.
Debutsinglen "Let Me Hold You" udkom i 1985.
Hendes rigtige folkelige gennembrud kom i 2000 med hit singlen "It Feels So Good". 
Hun er pt. under behandling for kræft.
 Der er for få eller ingen kildehenvisninger i denne artikel, hvilket er et problem. Du kan hjælpe ved at angive troværdige kilder til de påstande, som fremføres i artiklen.